# Lehigh Canal

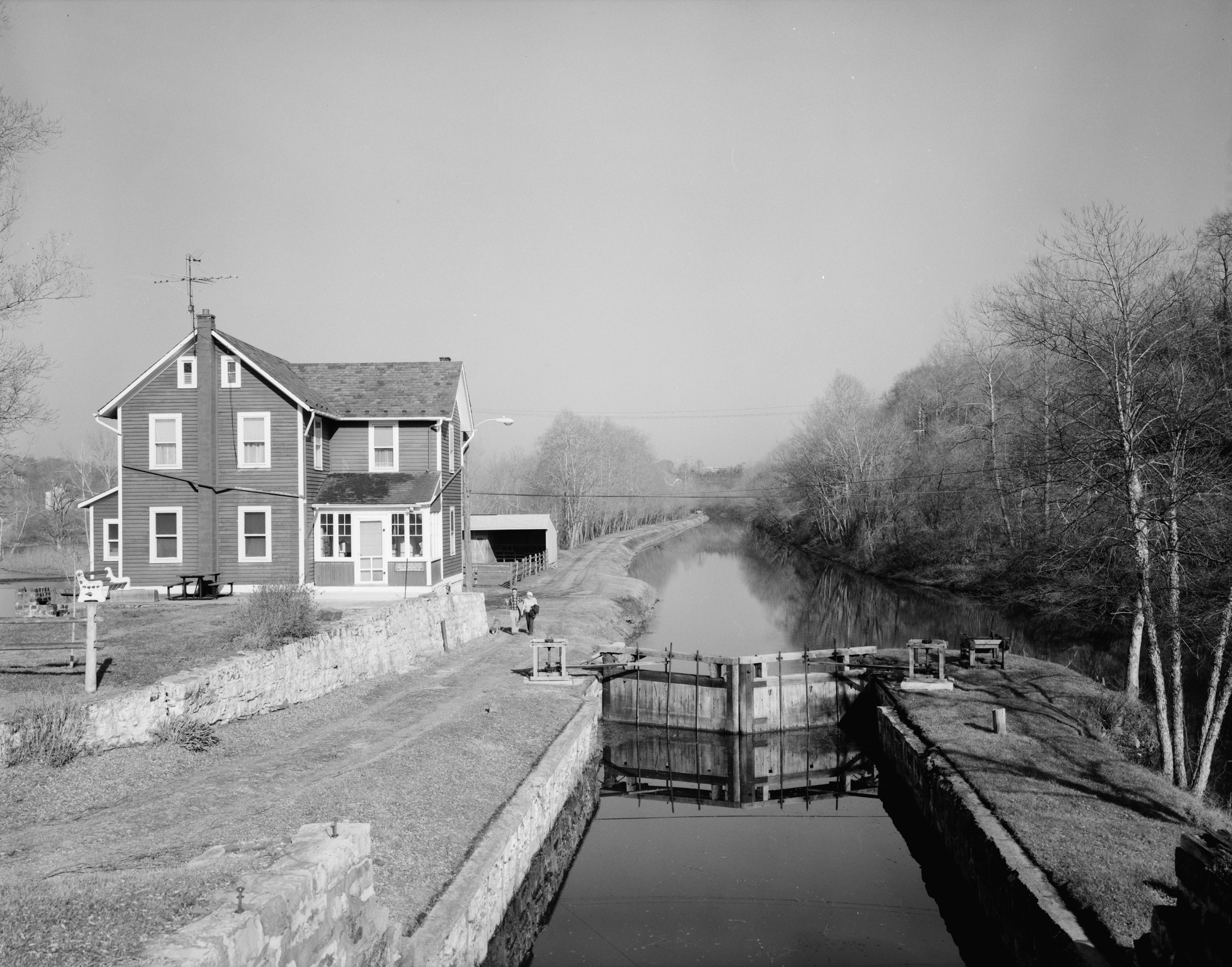
Der Lehigh Canal an der Guard Lock 8 in Glendon, Northampton County, Pennsylvania

Der Lehigh Canal ist ein Binnenschifffahrtsweg, der gebaut wurde, um den Transport von Anthrazitkohle aus dem Lehigh Valley zu den Käufern im Nordosten zu bringen, insbesondere nach Philadelphia. Als man größere Vorkommen von Anthrazitkohle entdeckte, wurde die Lehigh Coal Mine Company gegründet, um die Kohle über den Lehigh River zum Delaware River und weiter über die Verbindung zum Pennsylvania Canal (Delaware Division) in Easton zu den Verbrauchern in Philadelphia zu bringen.

## Geschichte
Der Lehigh Canal wurde durch den Ingenieur Canvass White geplant, der auch den 1827–1829 gebauten Eriekanal in New York konstruiert hatte. Die so erweiterte Schiffbarkeit am Lehigh River erstreckte sich über 74 km zwischen Mauch Chunk (dem heutigen Jim Thorpe) und Easton, wobei 52 Kammerschleusen, acht Stauschleusen, acht Staudämme und sechs Aquädukte es den Schiffen ermöglichten, einen Höhenunterschied von mehr als 105 m überwindet. Eine Verbindung über den Delaware River zum Morris Canal durch New Jersey erlaubte eine direktere Verschiffung nach New York City.
In den 1830er Jahren wurde der Kanal um eine 42 km bis nach White Haven erweitert. Hier wurde durch 20 Staudämme und 29 Schleusen ein Höhenunterschied von rund 180 m überwunden.

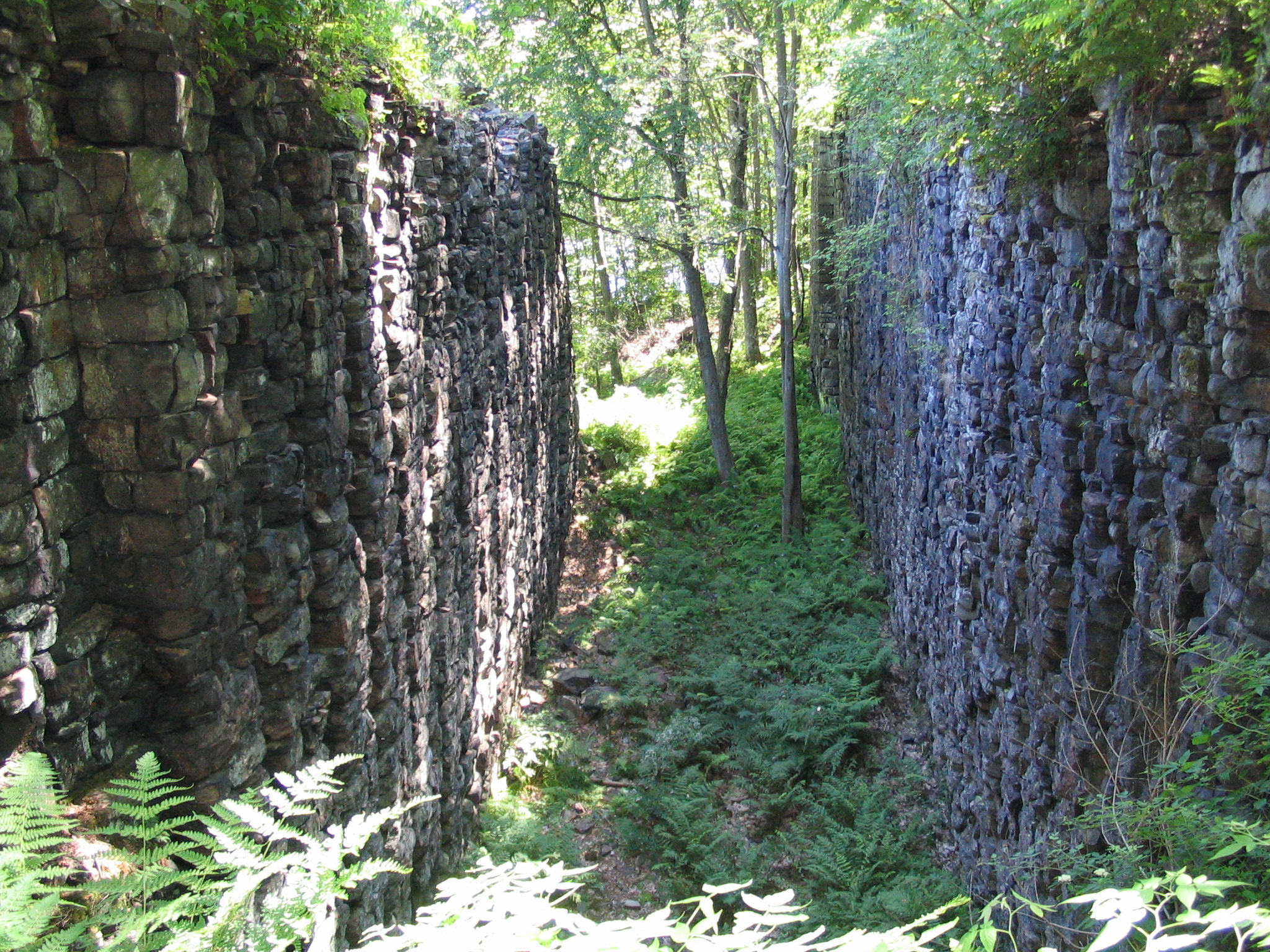
Reste von Lock 25 (2006)

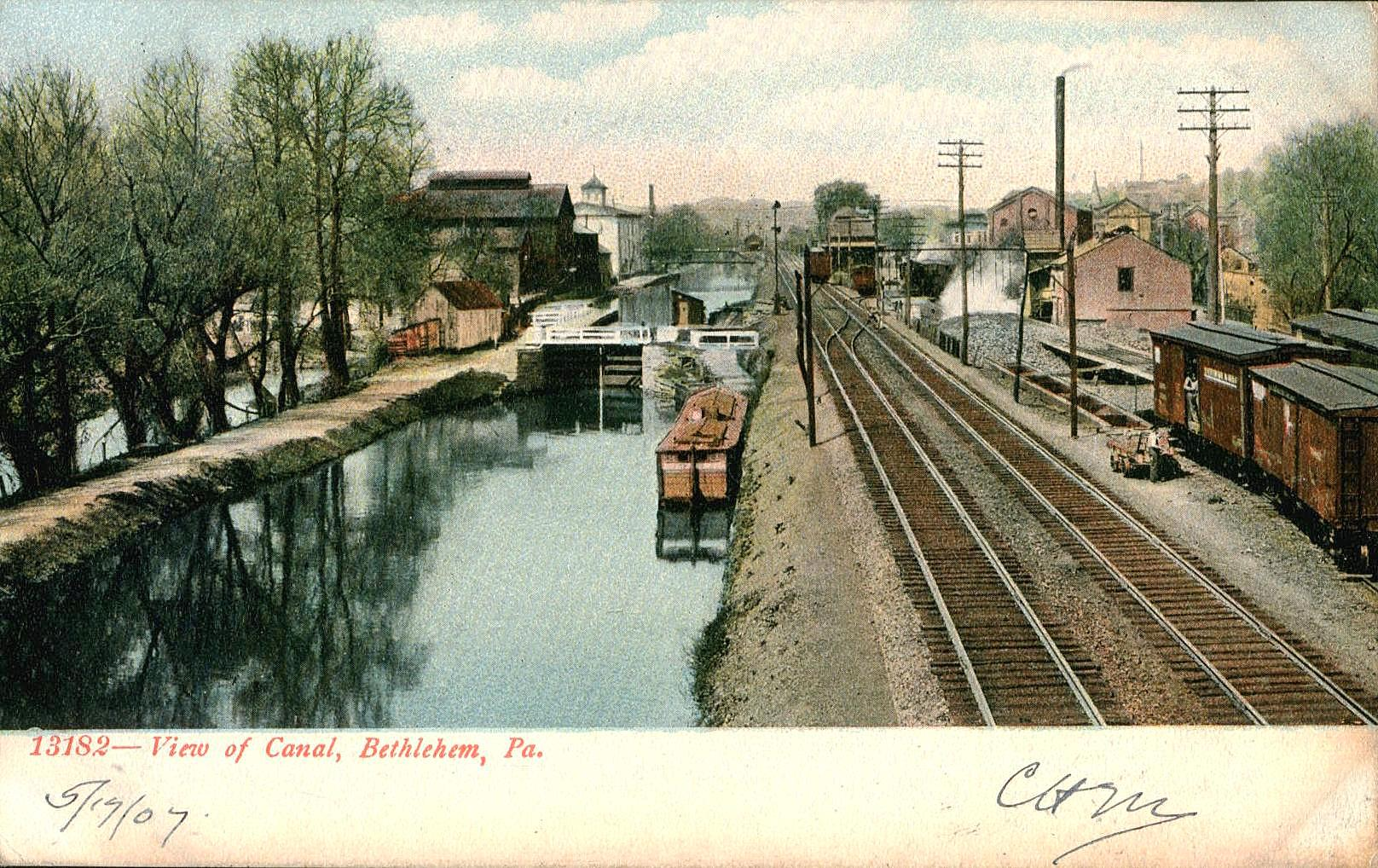
Der Kanal in Bethlehem, auf einer Postkarte von 1907

Die größte Transportleistung auf dem Kanal wurde 1855 erbracht, als mehr als eine Million Tonnen Fracht transportiert wurde. Die Konkurrenz durch den Aufstieg der Eisenbahnen und eine Flutkatastrophe am 4. Juni 1862 waren jedoch Schritte zum Niedergang des Kanals. Der Kanal wurde bis in die 1940er Jahre als Transportweg genutzt, rund ein Jahrzehnt länger als andere ähnliche Kanäle, und war der letzte funktionierende Kanal mit Leinpfad in Nordamerika. Der größte Teil des Kanals wurde 1962 an private und öffentliche Organisationen verkauft, die den Kanal zu Erholungszwecken nutzen.
Mehrere Abschnitte des Kanals wurden 1978 in das National Register of Historic Places eingetragen. Ein 13 km langes Segment des Leinpfads von Freemansburg über Bethlehem nach Allentown wurde in einen Weg für Wanderer und Radfahrer umgewandelt. Er verläuft entlang des Flusses und einer noch im Betrieb befindlichen Eisenbahnstrecke. Ein Abschnitt bei Jim Thorpe kann von Freizeitbooten befahren werden, ebenso wie andere kurze Abschnitte. Teile des Kanals und des Leinpfades wurden durch die Wettereinflüsse abgenutzt und sind unsicher.